# Cataxia stirlingi
Espèce
Synonymes
- Neohomogona stirlingi Main, 1985

Cataxia stirlingi est une espèce d'araignées mygalomorphes de la famille des Idiopidae.

## Distribution
Cette espèce est endémique d'Australie-Occidentale. Elle se rencontre dans le parc national de la chaîne de Stirling dans le Great Southern.

## Description
Le mâle décrit par Rix, Bain, Main, Raven, Austin, Cooper et Harvey en 2017 mesure 13,4 mm et la femelle 16,6 mm.

## Étymologie
Son nom d'espèce lui a été donné en référence au lieu de sa découverte, le parc national de la chaîne de Stirling.

## Publication originale
- Main, 1985 : Further studies on the systematics of ctenizid trapdoor spiders: A review of the Australian genera (Araneae: Mygalomorphae: Ctenizidae). Australian Journal of Zoology, Supplementary Series, vol. 33, no 108, p. 1-84.